# Gáspár Boldizsár
Gáspár Boldizsár es un deportista húngaro que compitió en piragüismo en la modalidad de aguas tranquilas. Ganó seis medallas en el Campeonato Mundial de Piragüismo entre los años 1989 y 1995.

## Palmarés internacional
| Campeonato Mundial | Campeonato Mundial        | Campeonato Mundial | Campeonato Mundial |
| Año                | Lugar                     | Medalla            | Evento             |
| ------------------ | ------------------------- | ------------------ | ------------------ |
| 1989               | Plovdiv (Bulgaria)        | Medalla de bronce  | C1 1000 m          |
| 1990               | Poznań (Polonia)          | Medalla de plata   | C4 1000 m          |
| 1993               | Copenhague (Dinamarca)    | Medalla de oro     | C4 500 m           |
| 1994               | Ciudad de México (México) | Medalla de plata   | C2 1000 m          |
| 1994               | Ciudad de México (México) | Medalla de oro     | C4 500 m           |
| 1995               | Duisburgo (Alemania)      | Medalla de plata   | C4 1000 m          |